# NMG文庫
NMG文庫（エヌエムジーぶんこ）は、オークラ出版が2013年に創刊されたライトノベルの文庫レーベル。

## 概要
2013年3月19日創刊。全巻がKindle版と同時発売（公式サイトによると「Kindle限定おまけ付」）。カバー裏には「特大ピンナップ」としてカラーイラストが印刷されている。2019年4月25日を最後に刊行されていない。

## 作品一覧
| タイトル                                                       | 著者       | イラスト                    | 発売日                                                   | 備考                                                                                           |
| -------------------------------------------------------------- | ---------- | --------------------------- | -------------------------------------------------------- | ---------------------------------------------------------------------------------------------- |
| 紅ヴァンパ ようこそ紅浪漫社へ                                  | 清水文化   | 岩崎美奈子                  | 2013年3月19日                                            |                                                                                                |
| おじいちゃんもう一度最期の戦い                                 | 戸梶圭太   | スケコロ                    | 2013年3月19日                                            |                                                                                                |
| 比丘尼少女と悪夢と電妄                                         | 道生之     | オレンジ君                  | 2013年3月19日                                            |                                                                                                |
| リルリットノーツ I 不滅の誓約                                  | 明日香々一 | 増田メグミ                  | 2013年4月23日                                            |                                                                                                |
| ツルツルちゃん                                                 | 仙田学     | 吉田誠治                    | 2013年4月23日                                            |                                                                                                |
| 星をひとつ貰っちゃったので、なんとかやってみる                 | 茂木鈴     | meco（1巻） 伊世（2巻から） | 2014年2月27日 2014年8月25日 2015年11月25日 2016年2月25日 | 小説投稿サイト「小説家になろう」投稿作品の書籍化。 全4巻。タイトルに「新」が付いた続編がある。 |
| 苛憐魔姫たちの狂詩曲（ルビ・ラプソティ）〜棘姫ととげ抜き小僧〜 | 西紀貫之   | みや大輔                    | 2014年2月27日                                            |                                                                                                |
| 異世界じゃなくて、現実世界で魔王になったら 蝕む黒の霧          | 栗木下     | RIKI                        | 2014年7月25日                                            |                                                                                                |
| ある高校生華眼師の超凡な日常                                   | 色原理音   | 藤ちょこ                    | 2015年2月25日                                            |                                                                                                |
| 新･星をひとつ貰っちゃったので、なんとかやってみる              | 茂木鈴     | 珂弐之ニカ                  | 2016年12月24日 2018年8月31日 2019年4月25日               | 小説投稿サイト「小説家になろう」投稿作品の書籍化。 全3巻。タイトルに「新」がない方からの続編。 |